# Sport Sébaco
Club Sport Sébaco – nikaraguański klub piłkarski z siedzibą w mieście Sébaco, w departamencie Matagalpa. Występuje w rozgrywkach Liga Primera. Domowe mecze rozgrywa na obiekcie Estadio Carlos Fonseca Amador.

## Historia
Klub został założony w 2018 roku jako H&H Export Sébaco FC w miejsce rozwiązanego w tym samym roku Deportivo Sébaco. W 2021 roku awansował do pierwszej ligi nikaraguańskiej po pokonaniu w dwumeczu barażowym Chinandegi (2:0, 3:3). W 2022 roku zmienił nazwę na Club Sport Sébaco.